# Championnat d'Australie de football 1978
Navigation
Saison précédente Saison suivante
La saison 1978 du Championnat d'Australie de football est la deuxième édition du championnat de première division en Australie. 
La NSL (National Soccer League) regroupe quatorze clubs du pays au sein d'une poule unique, où ils s'affrontent deux fois au cours de la saison, à domicile et à l'extérieur. Il n'y a pas de relégation en fin de saison.
C'est le club de West Adelaide SC qui remporte la compétition après avoir terminé en tête du classement final, avec un seul point d'avance sur le tenant du titre, Eastern Suburbs et quatre sur South Melbourne FC. C'est le tout premier titre de champion de Australie de l'histoire du club.

## Les clubs participants
| - Eastern Suburbs - Marconi Fairfield - Fitzroy United - Adelaide City FC - Western Suburbs SC - Saint-George Saints FC - West Adelaide SC | - Footscray JUST - Brisbane Lions SC - Brisbane City FC - South Melbourne FC - Sydney Olympic FC - Canberra City FC - Newcastle KB United - Promu de Premier Division |

## Compétition

### Classement
Le barème utilisé pour établir le classement est le suivant :
- Victoire : 2 points
- Match nul : 1 point
- Défaite : 0 point

| Rang | Équipe                 | Pts | J  | G  | N  | P  | Bp | Bc | Diff |
| ---- | ---------------------- | --- | -- | -- | -- | -- | -- | -- | ---- |
| 1    | West Adelaide SC       | 36  | 26 | 16 | 4  | 6  | 42 | 27 | +15  |
| 2    | Eastern SuburbsT       | 35  | 26 | 15 | 5  | 6  | 49 | 27 | +22  |
| 3    | South Melbourne FC     | 32  | 26 | 12 | 8  | 6  | 45 | 30 | +15  |
| 4    | Marconi Fairfield      | 30  | 26 | 12 | 6  | 8  | 46 | 31 | +15  |
| 5    | Fitzroy United         | 26  | 26 | 9  | 8  | 9  | 39 | 39 | 0    |
| 6    | Brisbane Lions SC      | 26  | 26 | 8  | 10 | 8  | 37 | 39 | -2   |
| 7    | Saint-George Saints FC | 25  | 26 | 11 | 3  | 12 | 41 | 40 | +1   |
| 8    | Sydney Olympic FC      | 25  | 26 | 9  | 7  | 10 | 35 | 43 | -8   |
| 9    | Western Suburbs SC     | 24  | 26 | 9  | 6  | 11 | 41 | 45 | -4   |
| 10   | Adelaide City FC       | 24  | 26 | 9  | 6  | 11 | 38 | 44 | -6   |
| 11   | Newcastle KB UnitedP   | 22  | 26 | 6  | 10 | 10 | 33 | 40 | -7   |
| 12   | Footscray JUST         | 22  | 26 | 7  | 8  | 11 | 29 | 37 | -8   |
| 13   | Canberra City FC       | 20  | 26 | 5  | 10 | 11 | 28 | 41 | -13  |
| 14   | Brisbane City FCC      | 17  | 26 | 7  | 3  | 16 | 29 | 49 | -20  |

|  | Champion d'Australie 1978                                                            |
|  | T: Tenant du titre C: Vainqueur de la Coupe d'Australie P: Promu de Premier Division |

## Bilan de la saison
| Championnat d'Australie de football 1978                             |                              |
| Champion                                                             | West Adelaide SC (1er titre) |
| Coupes et trophées                                                   |                              |
| Vainqueur de la Coupe d'Australie 1978                               | Brisbane City FC             |
| Promotions et relégations                                            |                              |
| Promus en Championnat d'Australie de football                        | Aucun                        |
| Relégués en Championnat d'Australie de football de deuxième division | Aucun                        |